# Béré (Tandjilé Centre)
Pour les articles homonymes, voir Bere.
Béré est une ville tchadienne située dans la Tandjilé Centre, l'un des deux départements de la région de la Tandjilé.
Béré est connu pour son marché hebdomadaire qui se tient le samedi.
La ville dispose d'un lycée et de plusieurs écoles publiques et privées.
La population est essentiellement agricole. Les principales cultures sont le riz, le sorgho, les arachides, le sésame ou le coton.
Un élevage de caprins et de volailles est présent dans la région. Les bœufs sont utilisés dans le labour des champs et le transport attelé.
L'un des fils célèbres de Béré est l'artiste Kaar Kaas Sonn